# Variant Bêta du SARS-CoV-2

Cas confirmés de variant Bêta, par pays, au 25 juin 2021
Légende:
Plus de 1000 cas confirmés
De 250 à 999 cas confirmés
100–249 cas confirmés
10–99 cas confirmés
2–9 cas confirmés
1 cas confirmé
Aucun cas ou aucune donnée disponible

Le variant Bêta du SARS-CoV-2, aussi appelé variant 501.V2 ou B.1.351 et surnommé « variant sud-africain », est un variant considéré comme hautement transmissible du SARS-CoV-2, coronavirus responsable de la Covid-19. Ce variant a été détecté en Afrique du Sud et son existence rendue publique par le département de la Santé (en) de ce pays le 18 décembre 2020. Il a par la suite été observé également en Europe, dont le Royaume-Uni, et la France.
On a observé que la prévalence de ce variant est plus élevée chez les personnes jeunes sans comorbidité et qu'elle conduit chez ces patients à des formes plus graves de la maladie que les autres variants,. Le ministère de la Santé d'Afrique du Sud indique également que ce variant pourrait être responsable de la seconde vague de la pandémie de Covid-19 dans ce pays en raison de sa plus grande vitesse de diffusion,.

## Mutations
Ce variant contient plusieurs mutations qui lui permettent de se lier plus facilement aux cellules humaines, notamment en raison des trois mutations suivantes du péplomère S du virus affectant le domaine de liaison au récepteur, ou RBD (pour receptor-binding domain), susceptible de se lier à l'enzyme de conversion de l'angiotensine 2 (ACE2) : une mutation N501Y (un résidu d'asparagine est remplacé par une tyrosine en position 501), une mutation K417N (un résidu de lysine est remplacé par une asparagine en position 417) et une mutation faux sens E484K (un résidu de glutamate est remplacé par une lysine en position 484).
La mutation N501Y est également présente dans le variant variant Alpha observé fin 2020 au Royaume-Uni,,.
Le variant Bêta possède aussi la mutation E484K, également présente chez le variant Gamma, et sans doute liée avec un échappement immunitaire.
Le variant Bêta a plus muté que le variant Alpha, ce qui le rend plus inquiétant.[réf. nécessaire]

## Contagiosité
Le variant sud-africain serait une souche plus contagieuse du SARS-CoV-2, ce qui le rendrait plus difficile à contrôler et pourrait causer, arithmétiquement, plus d'hospitalisations et de décès. Le variant sud-africain 501.V2 semblerait être plus contagieux que le variant anglais VOC-202012/01, ce dernier étant déjà entre 50 % et 70 % plus contagieux que la souche commune. Cette contagiosité supérieure serait due principalement à la mutation N501Y, mais aussi aux mutations K417N et E484K, présentes sur la protéine Spike.

## Résistance aux vaccins
L'inquiétude quant à la résistance au vaccin du variant 501.V2 est plus grande que pour le VOC-202012/01, qui a été confirmé sensible aux vaccins occidentaux, notamment à ARN. La modification de la protéine S détectée par le système immunitaire est problématique. Il existe en effet, selon le professeur John Bell de l'université d'Oxford, une grande inconnue quant à l'efficacité des vaccins, qui, a minima, pourrait être réduite. Des analyses de plasma de personnes précédemment infectées avaient montré que le virus déjouait l'immunité en étant « moins bien neutralisé » par les lymphocytes. On note également le cas en octobre 2020 d'une Brésilienne réinfectée par un variant porteur de la E484K, qui avait alors eu une forme plus sévère. Pfizer et Moderna ont assuré que leur vaccin neutralisait un virus porteur de la mutation N501Y, mais aucune étude n'a été faite pour la E484K. Ce variant augmenterait également le risque de réinfection.
Les scientifiques s'inquiètent de l'éventuelle accumulation de mutations dans le futur, réduisant progressivement l'efficacité des vaccins et nécessitant leur reformulation, même si à l'heure actuelle, une moitié d'entre eux reste optimiste concernant 501.V2, alors que l'autre est dubitative.
Une étude provenant du Qatar publiée le 5 mai 2021 dans la revue The New Journal of Medecine portant sur 37 674 participants a démontré l'efficacité du vaccin BNT162b2 (Pfizer-BioNTech) sur les variants B.1.1.7 (anglais) et B.1.351 (sud-africain). Pour un intervalle de confiance de 95%, l'étude indique que pour un minimum de 14 jours après la seconde dose, l'efficacité était de 89,5% contre les contaminations repérées par test PCR (symptomatiques ou non) pour le variant anglais contre 75% pour le variant sud africain. Le vaccin a été efficace à 100% contre les formes graves et mortelles pour les deux variants. L'étude suggère donc une réduction de l'efficacité du vaccin contre le variant sud-africain sur les formes légères et modérées qui ne remet cependant pas en question l'efficacité contre les formes graves et mortelles sur l'échantillon de population étudiée,.

## Origine
Ce variant accumule un nombre de mutations plus important que d'habitude. Les mutations pourraient être apparues chez un sujet immunodéprimé, ayant de moins bonnes défenses et favorisant la multiplication du virus. D'autant que l'Afrique du Sud a un taux de prévalence au SIDA de plus de 20 % (pour les personnes âgées de 15 à 49 ans), particulièrement dans l'Est du pays.

## Détection
Lors d'un test RT-PCR, le variant Bêta peut être distingué notamment par la mutation E484K, également présente chez le variant Gamma.

## Statistiques
| Cas par pays (mis à jour le 4 août 2021) GISAID | Cas par pays (mis à jour le 4 août 2021) GISAID | Cas par pays (mis à jour le 4 août 2021) GISAID |
| De campagne                                     | Cas confirmés                                   | Date de collecte                                |
| ----------------------------------------------- | ----------------------------------------------- | ----------------------------------------------- |
| Algérie                                         | 2                                               | 25 avril 2021                                   |
| Angola                                          | 401                                             | 22 avril 2021                                   |
| Anguilla                                        | 2                                               | 4 juin 2021                                     |
| Argentine                                       | 35                                              | 24 avril 2021                                   |
| Arménie                                         | 1                                               | 25 juin 2021                                    |
| Aruba                                           | 4                                               | 10 avril 2021                                   |
| Auckland                                        | 3                                               | 30 janvier 2021                                 |
| Australie                                       | 73                                              | 28 juin 2021                                    |
| Autriche                                        | 260                                             | 8 juin 2021                                     |
| Azerbaïdjan                                     | 1                                               | 6 février 2021                                  |
| Bahreïn                                         | 1                                               | 9 avril 2021                                    |
| Bangladesh                                      | 56                                              | 16 juin 2021                                    |
| Belgique                                        | 1 075                                           | 14 juin 2021                                    |
| Bhoutan                                         | 1                                               | 9 avril 2021                                    |
| Bosnie-Herzégovine                              | 1                                               | 11 février 2021                                 |
| Botswana                                        | 342                                             | 27 juin 2021                                    |
| Brésil                                          | 6                                               | 5 avril 2021                                    |
| Brunei                                          | 1                                               | 20 janvier 2021                                 |
| Bulgarie                                        | 2                                               | 9 juin 2021                                     |
| Burkina Faso                                    | 2                                               | 30 mai 2021                                     |
| Burundi                                         | 2                                               | 14 mai 2021                                     |
| Cambodge                                        | 1                                               | 31 mai 2021                                     |
| Cameroun                                        | 9                                               | 1er mars 2021                                   |
| Canada                                          | 860                                             | 21 juin 2021                                    |
| République centrafricaine                       | 2                                               | 29 avril 2021                                   |
| Chili                                           | 4                                               | 22 mai 2021                                     |
| Chine                                           | 89                                              | 4 juin 2021                                     |
| Colombie                                        | 1                                               | 13 avril 2021                                   |
| Costa Rica                                      | 12                                              | 4 mai 2021                                      |
| Côte d'Ivoire                                   | 1                                               | 6 mars 2021                                     |
| Croatie                                         | 41                                              |                                                 |
| République tchèque                              | 71                                              | 10 juin 2021                                    |
| DR Congo                                        | 30                                              | 20 avril 2021                                   |
| Danemark                                        | 121                                             | 29 juin 2021                                    |
| Djibouti                                        | 22                                              | 9 avril 2021                                    |
| République dominicaine                          | 2                                               | 21 mai 2021                                     |
| Guinée équatoriale                              | 43                                              | 1 avril 2021                                    |
| Estonie                                         | 37                                              | 23 avril 2021                                   |
| Eswatini                                        | 26                                              | 23 mars 2021                                    |
| Îles Falkland                                   | 1                                               | 2 mars 2021                                     |
| Îles Féroé                                      | 1                                               | 6 mai 2021                                      |
| Finlande                                        | 1,123                                           | 21 mai 2021                                     |
| France                                          | 2,149                                           | 23 juin 2021                                    |
| Guyane française                                | 2                                               | 7 avril 2021                                    |
| Gabon                                           | 4                                               | 21 février 2021                                 |
| Géorgie                                         | 1                                               | 23 mai 2021                                     |
| Allemagne                                       | 2 231                                           | 19 juin 2021                                    |
| Ghana                                           | 17                                              | 8 avril 2021                                    |
| Gibraltar                                       | 1                                               | 14 mai 2021                                     |
| Grenade                                         | 2                                               | 24 février 2021                                 |
| Grèce                                           | 19                                              | 29 avril 2021                                   |
| Guadeloupe                                      | 4                                               | 25 mai 2021                                     |
| Guam                                            | 3                                               | 28 avril 2021                                   |
| Guinée-Bissau                                   | 1                                               | 1 février 2021                                  |
| Haiti                                           | 40                                              | 16 janvier 2021                                 |
| Honduras                                        | 2                                               | 7 mars 2021                                     |
| Inde                                            | 208                                             | 14 juin 2021                                    |
| Indonésie                                       | 10                                              | 2 juin 2021                                     |
| Iran                                            | 2                                               | 3 avril 2021                                    |
| Irak                                            | 1                                               | 26 février 2021                                 |
| Irlande                                         | 69                                              | 19 avril 2021                                   |
| Israël                                          | 240                                             | 28 mai 2021                                     |
| Italie                                          | 69                                              | 1 juin 2021                                     |
| Jamaïque                                        | 1                                               | 7 juin 2021                                     |
| Japon                                           | 89                                              | 13 juin 2021                                    |
| Jordanie                                        | 2                                               | 18 avril 2021                                   |
| Kansas                                          | 22                                              | 26 mars 2021                                    |
| Kenya                                           | 178                                             | 31 mai 2021                                     |
| Koweït                                          | 1                                               | 21 juin 2021                                    |
| Kosovo                                          | 2                                               | 6 juillet 2021                                  |
| Lettonie                                        | 9                                               | 13 mai 2021                                     |
| Lesotho                                         | 14                                              | 18 janvier 2021                                 |
| Libéria                                         | 2                                               | 10 juillet 2021                                 |
| Lituanie                                        | 11                                              | 9 avril 2021                                    |
| Luxembourg                                      | 744                                             | 22 mai 2021                                     |
| Malawi                                          | 312                                             | 16 avril 2021                                   |
| Malaisie                                        | 161                                             | 10 juin 2021                                    |
| Malte                                           | 3                                               | 1 juin 2021                                     |
| Manila                                          | 18                                              | 7 juillet 2021                                  |
| Martinique                                      | 2                                               | 28 avril 2021                                   |
| Mauritanie                                      | 2                                               | 5 juin 2021                                     |
| Maurice                                         | 7                                               | 12 mars 2021                                    |
| Mayotte                                         | 32                                              | 31 janvier 2021                                 |
| Mexique                                         | 20                                              | 16 mai 2021                                     |
| Mozambique                                      | 328                                             | 22 avril 2021                                   |
| Namibie                                         | 9                                               |                                                 |
| Pays-Bas                                        | 693                                             | 27 mai 2021                                     |
| Nouvelle-Zélande                                | 31                                              | 25 juin 2021                                    |
| Macédoine du Nord                               | 1                                               | 10 mars 2021                                    |
| Îles Mariannes du Nord                          | 1                                               | 27 avril 2021                                   |
| Norvège                                         | 362                                             | 11 juin 2021                                    |
| Pakistan                                        | 35                                              | 5 juin 2021                                     |
| Panama                                          | 2                                               | 12 janvier 2021                                 |
| Philippines                                     | 1.213                                           | 8 avril 2021                                    |
| Pologne                                         | 45                                              | 7 juin 2021                                     |
| Portugal                                        | 99                                              | 2 juin 2021                                     |
| Qatar                                           | 650                                             | 18 mai 2021                                     |
| La Réunion                                      | 400                                             | 19 juin 2021                                    |
| Roumanie                                        | 7                                               | 26 mai 2021                                     |
| Russie                                          | 23                                              | 12 juin 2021                                    |
| Rwanda                                          | 39                                              | 15 juin 2021                                    |
| Arabie saoudite                                 | 3                                               | 15 avril 2021                                   |
| Saint-Christophe-et-Niévès                      | 1                                               | 28 février 2021                                 |
| Les Seychelles                                  | 2                                               | 14 mars 2021                                    |
| Singapour                                       | 100                                             | 25 juin 2021                                    |
| Saint-Martin                                    | 1                                               | 24 mars 2021                                    |
| Slovaquie                                       | 31                                              | 27 mai 2021                                     |
| Slovénie                                        | 31                                              | 6 avril 2021                                    |
| Somalie                                         | 1                                               |                                                 |
| Afrique du Sud                                  | 6 154                                           | 21 juin 2021                                    |
| Corée du Sud                                    | 19                                              | 17 avril 2021                                   |
| Soudan du Sud                                   | 3                                               | 24 avril 2021                                   |
| Espagne                                         | 588                                             | 18 juin 2021                                    |
| Sri Lanka                                       | 4                                               | 26 mars 2021                                    |
| Surinam                                         | 5                                               | 31 mars 2021                                    |
| Suède                                           | 2.322                                           | 17 juin 2021                                    |
| Suisse                                          | 225                                             | 22 juin 2021                                    |
| Taïwan                                          | 3                                               | 26 avril 2021                                   |
| Thaïlande                                       | 40                                              | 25 mai 2021                                     |
| Togo                                            | 2                                               | 5 février 2021                                  |
| Trinité-et-Tobago                               | 2                                               | 8 juin 2021                                     |
| Tunisie                                         | 1                                               | 24 avril 2021                                   |
| Turquie                                         | 912                                             | 24 mai 2021                                     |
| Ouganda                                         | 13                                              | 2 avril 2021                                    |
| Émirats Arabes Unis                             | 6                                               | 27 avril 2021                                   |
| Royaume-Uni                                     | 812                                             | 24 juin 2021                                    |
| États-Unis                                      | 2 454                                           | 28 juin 2021                                    |
| Venezuela                                       | 1                                               | 6 janvier 2021                                  |
| Wallis et Futuna                                | 1                                               | 22 février 2021                                 |
| Zambie                                          | 161                                             | 28 avril 2021                                   |
| Zimbabwe                                        | 331                                             | 26 février 2021                                 |
| Monde (131 pays)                                | Total : 28 537                                  | Total au 4 août 2021                            |